# Биатлон на Зимским олимпијским играма 2014 — масовни старт за мушкарце
Такмичење у биатлонској дисциплини масовни старт у мушкој конкуренцији на Зимским олимпијским играма 2014. у Сочију одржано је  на комплексу за скијашко трчање и биатлон Лаура у Красној Пољани, Краснодарском крај 60 км удаљоној од Сочија 18. фебруара, 2014. са почетком у 14:30 часова по локалном времену. Такмичење се по званичној сатници требало одржати 16. фебруара, али је два дана одлагано због лоших временских прилика.

## Правила такмичења
Масовни или групни старт, је биатлонска дисциплинау где сви такмичари стартују у исто време. Стаза је дуга 15 километара са четири гађања у току трке. Гађа се прва два пута из лежећег а друга из стојећег става. На првом гађању сваки такмичар гађа на мети са његовим стартним броојем, а остала гађања су по редоследу доласка до мете. Као и у спринту за сваки промашај такмичар мора возити казнени круг од 150 метара. Учествовује само 30 најбољих биатлонаца (упола мање од потере јер сви крећу у исто време).
Титулу олимпијског победника брани Јевгениј Устјугов из Русије.

## Земље учеснице
Учествовало је 30 биатлонаца из 13 земаља
1. Аустрија 3
2. Канада 1
3. Чешка 2
4. Француска 3
5. Немачка 3
6. Италија 2
7. Летонија 1
8. Норвешка 3
9. Русија 4
10. Словачка 1
11. Словенија 1
12. Шведска 2
13. Сједињене Америчке Државе 2

## Резултати
| Пласман | Ст. бр. | Име                     | Држава                    | Време   | Промашаји (Л+Л+С+С) | Заоастатак |
| ------- | ------- | ----------------------- | ------------------------- | ------- | ------------------- | ---------- |
|         | 9       | Емил Хегле Свендсен     | Норвешка                  | 42:29,1 | 0 (0+0+0+0)         | -          |
|         | 2       | Мартен Фуркад           | Француска                 | 42:29,1 | 1 (1+0+0+0)         | +0,0       |
|         | 4       | Ондреј Моравец          | Чешка                     | 42:42,9 | 0 (0+0+0+0)         | +13,8      |
| 4.      | 25      | Јаков Фак               | Словенија                 | 42:57,2 | 2 (0+1+1+0)         | +28,1      |
| 5.      | 8       | Јевгениј Гараничев      | Русија                    | 43:25,3 | 3 (0+1+1+1)         | +56,2      |
| 6.      | 18      | Фредерик Линдстрем      | Шведска                   | 43:30,5 | 2 (0+1+0+1)         | +1:01,4    |
| 7.      | 3       | Доминик Ландертингер    | Аустрија                  | 43:32.8 | 2 (1+0+0+1)         | +1:03.7    |
| 8.      | 12      | Јоханес Тингнес Бе      | Норвешка                  | 43:34,2 | 1 (1+0+0+0)         | +1:05,1    |
| 9.      | 28      | Брендан Грин            | Канада                    | 43:38,3 | 2 (1+1+0+0)         | +1:09,2    |
| 10.     | 22      | Jean-Philippe Leguellec | Канада                    | 43:41,6 | 1 (0+0+0+1)         | +1:12,5    |
| 11.     | 13      | Антон Шипулин           | Русија                    | 43:48,2 | 3 (0+1+1+1)         | +1:19,1    |
| 12.     | 23      | Бјерн Фери              | Шведска                   | 43:48,3 | 3 (1+1+1+0)         | +1:19,2    |
| 13.     | 10      | Симон Шемп              | Немачка                   | 43:48,3 | 3 (2+1+0+0)         | +1:19,2    |
| 14.     | 21      | Андрејс Расторгујевс    | Летонија                  | 43:53,1 | 3 (0+1+1+1)         | +1:24,0    |
| 15.     | 27      | Матеј Казар             | Словачка                  | 44:25,6 | 2 (0+1+1+0)         | +1:56,5    |
| 16.     | 11      | Симон Едер              | Аустрија                  | 44:30,7 | 4 (1+1+1+1)         | +2:01,6    |
| 17.     | 7       | Жан Гијом Беатрикс      | Француска                 | 44:34,2 | 3 (0+0+2+1)         | +2:05,1    |
| 18.     | 16      | Арнд Пајфер             | Немачка                   | 44:35,0 | 4 (0+1+2+1)         | +2:05,9    |
| 19.     | 14      | Јевгениј Устјугов       | Русија                    | 44:37,3 | 3 (0+0+1+2)         | +2:08,2    |
| 20.     | 15      | Дмитриј Малишко         | Русија                    | 44:42,9 | 4 (1+0+3+0)         | +2:13,8    |
| 21.     | 30      | Тим Берк                | Сједињене Америчке Државе | 44:55,9 | 4 (2+0+2+0)         | +2:26,8    |
| 22.     | 1       | Оле Ејнар Бјерндален    | Норвешка                  | 45:08,3 | 6 (2+0+0+4)         | +2:39,2    |
| 23.     | 29      | Лоуел Бејли             | Сједињене Америчке Државе | 45:19,2 | 5 (2+1+1+1)         | +2:50,1    |
| 24.     | 6       | Јарослав Соукуп         | Чешка                     | 45:22,2 | 4 (0+1+0+3)         | +2:53,1    |
| 25.     | 26      | Доминик Виндиш          | Италија                   | 45:28,4 | 5 (1+1+3+0)         | +2:59,3    |
| 26.     | 5       | Ерик Лесер              | Немачка                   | 45:34,2 | 4 (0+0+2+2)         | +3:05,1    |
| 27.     | 20      | Кристоф Зуман           | Аустрија                  | 45:39,0 | 4 (1+2+1+0)         | +3:09,9    |
|         | 17      | Лукас Хофер             | Италија                   | DNF     | 4 (2+2+0)           |            |
|         | 19      | Нејтан Смит             | Канада                    | DNF     | 5 (2+3)             |            |
|         | 24      | Симон Фуркад            | Француска                 | DNF     | 2 (2)               |            |